# Happy
Happy – tollywoodzki komediodramat miłosny zrealizowany w 2006 roku w języku telugu przez A. Karunakaran. W rolach głównych Allu Arjun, Genelia D’Souza i Manoj Bajpai. Tematem filmu jest miłość, unikanie jej i uleganie jej. A także dorastanie do niej, do odpowiedzialności za kochaną osobę, do poświęcenia dla niej własnych pragnień, ryzykowania dla niej swego życia.

## Motywy kina indyjskiego
- obóz studencki
- nadużycia policji
- Hajdarabad
- sierota
- w pociągu
- relacja ojca z córką
- college
- motor
- ojciec tyran (Yeh Dil, Deewana)
- aranżowane małżeństwo
- na posterunku policji
- kasty
- ślub w urzędzie (Ahista Ahista)
- mieszkanie razem (Hungama)
- poświęcenie siebie, swoich planów
- nadużycia polityków przy wyborach
- modlitwa w świątyni
- emancypacja (Lajja, Sekret)
- dworzec

## Fabuła
Hajdarabad. Madhumathi (Genelia D’Souza) jest córką polityka zabiegającego o głosy wyborców w zbliżających się wyborach. Przy realizacji swoich planów zdarza mu się sięgać po przemoc. Ojciec pochłonięty swoją karierą nie rozumie potrzeb córki. Przeraża ją swoją tyranią. Życiem Madhu są studia. Ostatnim pragnieniem matki było, aby Madhu ukończyła medycynę i nigdy nie była tak zależna od mężczyzny jak jej lekceważona przez ojca matka. Przypadkowe spotkanie dziewczyny z radosnym, roztańczonym dostawcą pizzy Bunny (Allu Arjun) wzbudza podejrzliwość ojca. Przekonany, że dziewczyna zakochała się w kimś spoza kasty, zabroniwszy studiowania, aranżuje jej małżeństwo z nigdy przez nią niewidzianym oficerem policji (Manoj Bajpai). Zrozpaczona dziewczyna obwinia Bunny o pokrzyżowanie jej życiowych planów. Chłopakowi żal jej, więc przychodzi na posterunek i mimo strachu, w jakim budzi w nim przyszły mąż dziewczyny, prosi go, aby zrezygnował bez wyjaśnień z małżeństwa z Madhu sugerując, że on i Madhu... kochają się. Oficer okazuje się być gentlemanem. Nie tylko wycofuje swoją propozycję małżeńską, ale gdy ojciec znajduje na jego miejsce kandydata dla Madhu, wiezie oszołomionych i zdezorientowanych młodych do urzędu cywilnego i przekonany, iż pomaga zakochanym, popycha ich do zawarcia małżeństwa. Madhu i Bunny, już jako mąż i żona, zostają przez niego wprowadzeni do ofiarowanego im mieszkania. Gdy tylko zamykają się drzwi za aniołem stróżem ich „miłości”, Madhu i Bunny rysują na podłodze granice swojego terytorium. Zaczyna się walka między dwojgiem nie znających się i działających sobie na nerwy ludzi...

## Obsada
- Allu Arjun – Bunny
- Genelia D’Souza – Madhumati
- Manoj Bajpai – Police oficer policji (gościnnie)
- Brahmanandam – właściciel „Pizza Place”

## Piosenki
Muzykę do filmu skomponował Yuvan Shankar Raja, także autor 7/G Rainbow Colony.
- Chal Chal Re – Clinton
- Happy – Karthik
- Ossa Re – Jassie Gift & Suchitra
- I Hate You – Ranjit & Vasundara Das
- Egire Mabulalona – S.P.B. Charan
- Nee Kosam – Shankar Mahadevan